# Étienne François Geoffroy
Étienne François Geoffroy (13 de febrero de 1672 - 6 de enero de 1731) fue un médico y químico francés conocido principalmente por haber elaborado la tabla de afinidades. A veces es conocido como Geoffroy el viejo para diferenciarlo de su hermano.

## Biografía
Geoffroy nació en París, hijo de Matthieu-François Geoffroy (1644-1708) miembro de una saga familiar de farmacéuticos. Inicialmente consideró hacerse también farmacéutico, pero posteriormente decidió practicar la medicina. Tras estudiar en la Universidad de Montpellier acompañó al duque de Tallard a su embajada en Londres en 1698 y desde allí viajó a los Países Bajos e Italia. Se hizo miembro de la Royal Society en 1698 y de la Academia de Ciencias de Francia en 1699. Al regresar a París se hizo profesor de química en el Jardín del rey sustituyendo a Guy-Crescent Fagon. Ejerció de catedrático de medicina en el Colegio Real de 1709 a 1731, y fue decano de la facultad de medicina de 1926 a 1929. Murió en París el 6 de enero de 1731.
Su hermano Claude Joseph (1685-1752), conocido como Geoffroy el joven, también fue un químico y farmacéutico destacado.

## Obra

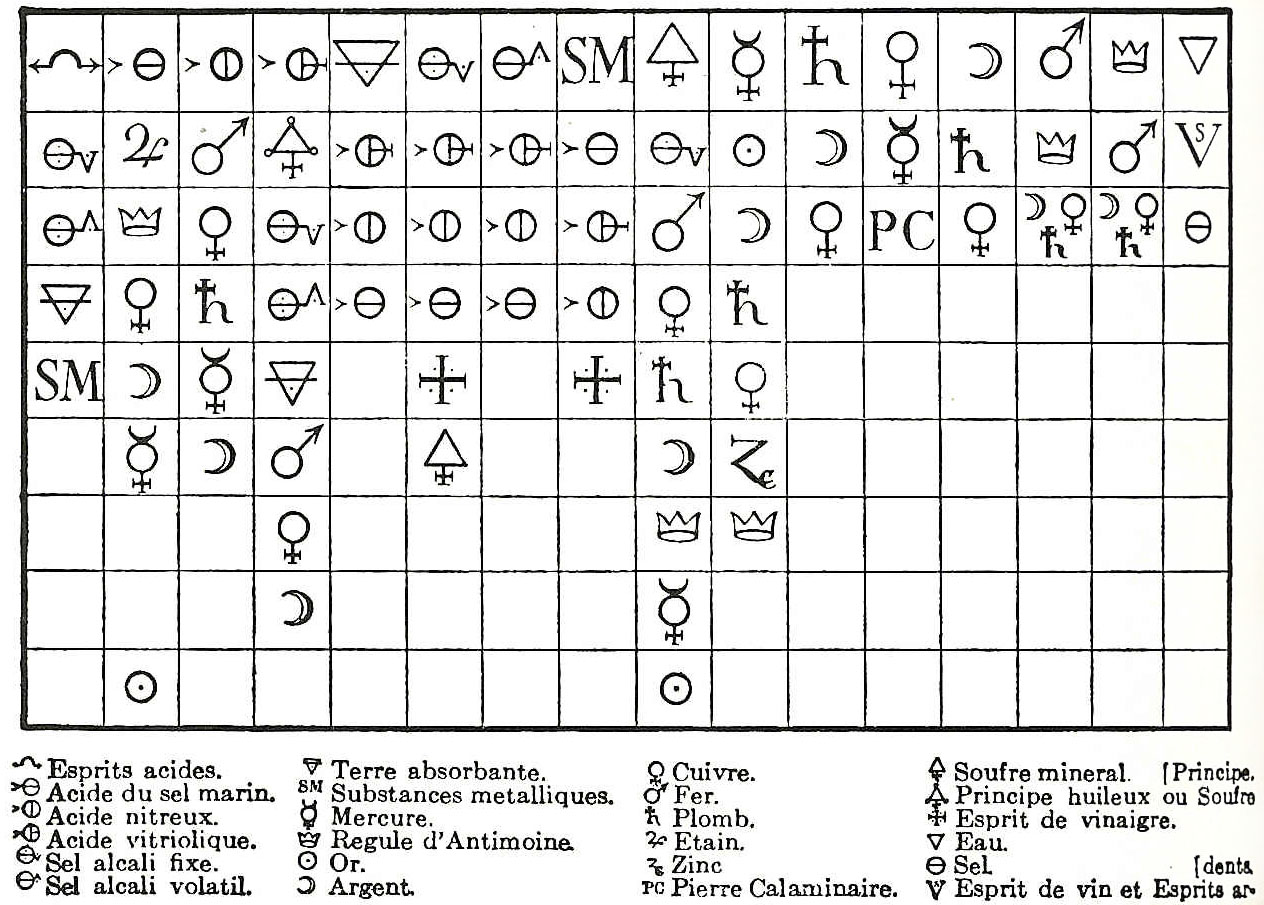
Tabla de afinidades de Geoffroy (1718): en la cabecera de cada columna aparece una substancia y debajo todas las sustancias con las que se podía combinar.

Es conocido principalmente por su tabla de "afinidades" (tables des rapports), que presentó en la Academia de Ciencias de Francia en 1718 y 1720. Estas listas se realizaron recopilando observaciones de las reacciones que se producían al poner en contacto las sustancias entre sí, haciendo distinción de los diversos grados de afinidad que presentaban sustancias análogas frente a los diferentes reactivos; y se mantuvieron en boga el resto del siglo hasta que fueron desacreditadas por el tratado de Claude Louis Berthollet.
En otra de sus obras rechaza la idea de la existencia de la piedra filosofal, aunque por otro lado él creía que el hierro se podía crear artificialmente con la combustión de la materia vegetal. Por su contacto con Caspar Neumann, un discípulo de Georg Ernst Stahl, se adhirió junto con su hermano a los partidarios de la teoría del flogisto en Francia. Su obra más importante Tractatus de materia medico (Tratado de materia médica) se publicó póstumamente en 1741.